# Strunino
Strunino – miasto w Rosji, w obwodzie włodzimierskim, 131 km na północny zachód od Włodzimierza. W 2006 liczyło 15 474 mieszkańców.